# Ейкен (Південна Кароліна)
Ейкен (англ. Aiken) — місто (англ. city) в США, в окрузі Ейкен штату Південна Кароліна. Населення — 32 025 осіб (2020).

## Географія
Ейкен розташований за координатами 33°31′47″ пн. ш. 81°43′38″ зх. д. / 33.52972° пн. ш. 81.72722° зх. д. (33.529829, -81.727284). За даними Бюро перепису населення США в 2010 році місто мало площу 53,97 км², з яких 53,60 км² — суходіл та 0,37 км² — водойми.

### Клімат
| Клімат : Ейкен               | Клімат : Ейкен | Клімат : Ейкен | Клімат : Ейкен | Клімат : Ейкен | Клімат : Ейкен | Клімат : Ейкен | Клімат : Ейкен | Клімат : Ейкен | Клімат : Ейкен | Клімат : Ейкен | Клімат : Ейкен | Клімат : Ейкен | Клімат : Ейкен |
| Показник                     | Січ.           | Лют.           | Бер.           | Квіт.          | Трав.          | Черв.          | Лип.           | Серп.          | Вер.           | Жовт.          | Лист.          | Груд.          | Рік            |
| Абсолютний максимум, °C      | 27,8           | 31,1           | 31,7           | 37,2           | 38,3           | 42,2           | 42,2           | 42,8           | 37,8           | 37,2           | 31,1           | 28,3           | 42,8           |
| Середній максимум, °C        | 12,8           | 15,6           | 20,0           | 24,4           | 28,9           | 32,2           | 33,3           | 32,8           | 29,4           | 24,4           | 19,4           | 15,0           | 24,1           |
| Середній мінімум, °C         | 0,6            | 2,2            | 5,6            | 10,6           | 15,6           | 20,0           | 22,2           | 21,7           | 17,8           | 11,1           | 5,6            | 1,7            | 11,2           |
| Абсолютний мінімум, °C       | −20            | −12,8          | −10,6          | −6,1           | 1,1            | 5,6            | 10,6           | 11,1           | 2,8            | −3,9           | −11,7          | −15            | −20            |
| Норма опадів, мм             | 120            | 111            | 123            | 79             | 97             | 139            | 130            | 133            | 97             | 86             | 92             | 96             | 1303           |
| ---------------------------- | -------------- | -------------- | -------------- | -------------- | -------------- | -------------- | -------------- | -------------- | -------------- | -------------- | -------------- | -------------- | -------------- |
| Джерело: The Weather Channel |                |                |                |                |                |                |                |                |                |                |                |                |                |

## Демографія
Згідно з переписом 2010 року, у місті мешкали 29 524 особи в 12 773 домогосподарствах у складі 7955 родин. Густота населення становила 547 осіб/км². Було 14162 помешкання (262/км²).
Расовий склад населення:
| - 66,8 % — білих - 28,5 % — чорних або афроамериканців - 1,9 % — азіатів - 0,4 % — корінних американців - 0,1 % — вихідців з тихоокеанських островів |

До двох чи більше рас належало 1,5 %. Частка іспаномовних становила 2,6 % від усіх жителів.
За віковим діапазоном населення розподілялося таким чином: 19,6 % — особи молодші 18 років, 58,5 % — особи у віці 18—64 років, 21,9 % — особи у віці 65 років та старші. Медіана віку мешканця становила 44,8 року. На 100 осіб жіночої статі у місті припадало 85,3 чоловіків; на 100 жінок у віці від 18 років та старших — 82,2 чоловіків також старших 18 років.
Середній дохід на одне домашнє господарство становив 73 891 долар США (медіана — 55 502), а середній дохід на одну сім'ю — 89 281 долар (медіана — 71 650). Медіана доходів становила 66 998 доларів для чоловіків та 37 451 долар для жінок. За межею бідності перебувало 16,2 % осіб, у тому числі 32,8 % дітей у віці до 18 років та 5,3 % осіб у віці 65 років та старших.
Цивільне працевлаштоване населення становило 12 375 осіб. Основні галузі зайнятості: освіта, охорона здоров'я та соціальна допомога — 25,7 %, науковці, спеціалісти, менеджери — 13,6 %, виробництво — 12,8 %, роздрібна торгівля — 12,5 %.

## Персоналії
Уродженцем Ейкена є Джиммі Картер (1923—1994) — чемпіон світу з боксу у легкій вазі серед професіоналів.